# Anne-Catherine Prats
Anne-Catherine Prats est une chercheuse franco-suisse travaillant à l'Inserm, spécialiste de l'expression des gènes. Elle est récipiendaire du prix Recherche 2000 de l'Inserm.

## Biographie
Anne-Catherine Prats est née le 5 mai 1961 à Pompaples. Elle étudie à l'université Toulouse-III-Paul-Sabatier où elle obtient un DEA en microbiologie en 1985 puis un doctorat en recherche en virologie moléculaire en 1988.
Elle travaille à l'Institut national de la santé et de la recherche médicale (Inserm), et se spécialise sur le sujet de l'expression des gènes. Elle est récipiendaire du prix Recherche 2000 de l'Inserm pour ses travaux sur les nouveaux vecteurs (viraux et non viraux) pour la thérapie génique.

## Distinctions et récompenses
- Prix Recherche de l'Inserm (2000)[1]
- Chevalier de l'ordre national du Mérite en 2001[2]
- Chevalier de l'ordre national de la Légion d'honneur en 2015[3]